# Ножовское сельское поселение
Ножовское се́льское поселе́ние — муниципальное образование в Частинском районе Пермского края Российской Федерации.
Административный центр — село Ножовка.

## История
Статус и границы сельского поселения установлены Законом Пермской области от 10 ноября 2004 года № 1726-351 «Об утверждении границ и о наделении статусом муниципальных образований Частинского района Пермского края»

## Население
| 2010  | 2012  | 2013  | 2014  | 2015  | 2016  | 2017  |
| ----- | ----- | ----- | ----- | ----- | ----- | ----- |
| 2286  | ↗2313 | ↘2310 | ↘2298 | ↘2294 | ↗2302 | ↗2324 |
| 2018  | 2019  | 2020  |       |       |       |       |
| ↘2303 | ↘2247 | ↘2179 |       |       |       |       |

## Состав сельского поселения
| № | Населённый пункт | Тип населённого пункта       | Население |
| - | ---------------- | ---------------------------- | --------- |
| 1 | Березники        | деревня                      | 2         |
| 2 | Верх-Рождество   | село                         | 408       |
| 3 | Ножовка          | село, административный центр | ↘1634     |
| 4 | Пантюха          | деревня                      | 9         |
| 5 | Поздышки         | деревня                      | 94        |
| 6 | Рябчата          | деревня                      | 4         |
| 7 | Суханово         | деревня                      | 4         |